# Kleine Binsenjungfer

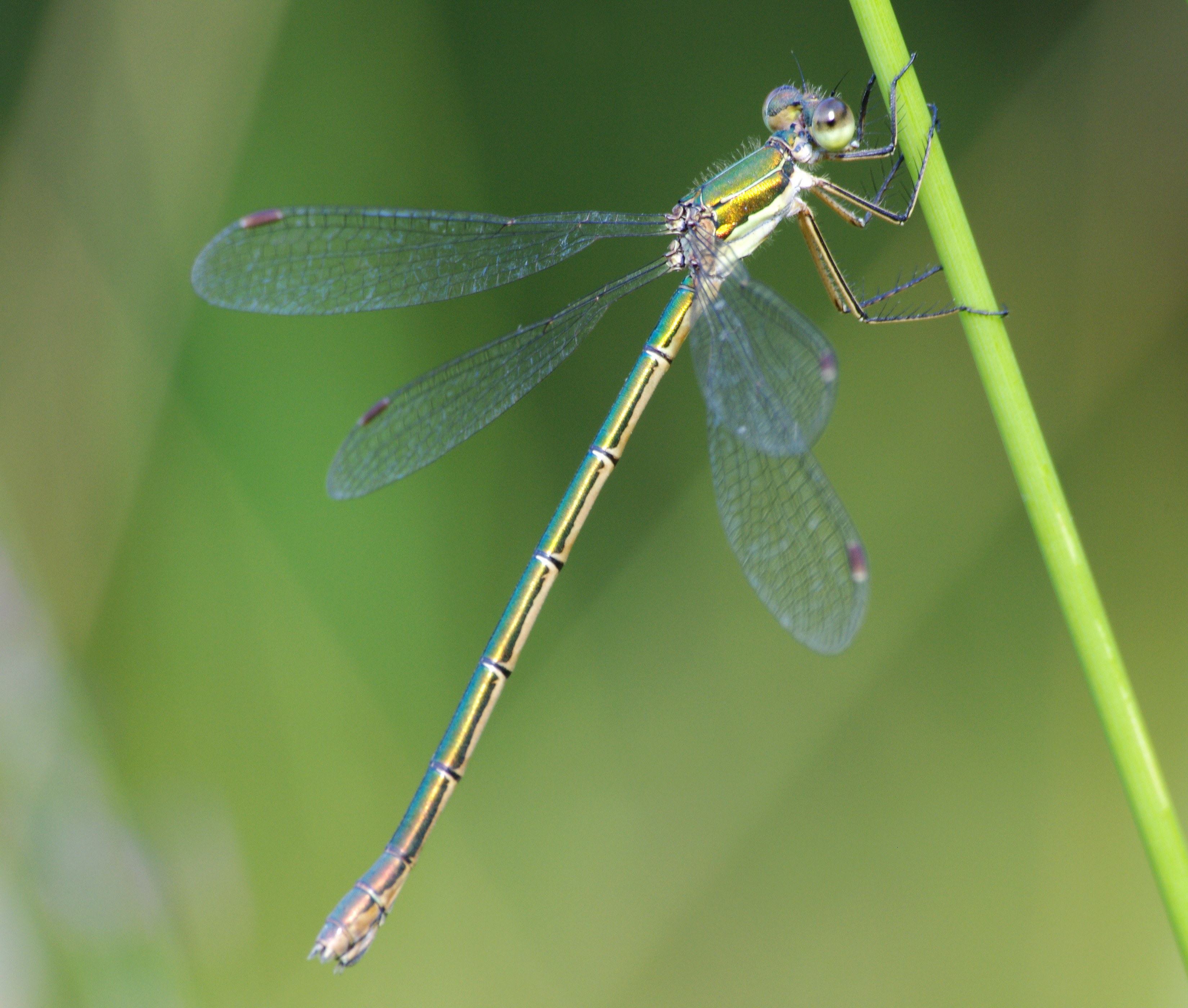
Weibchen

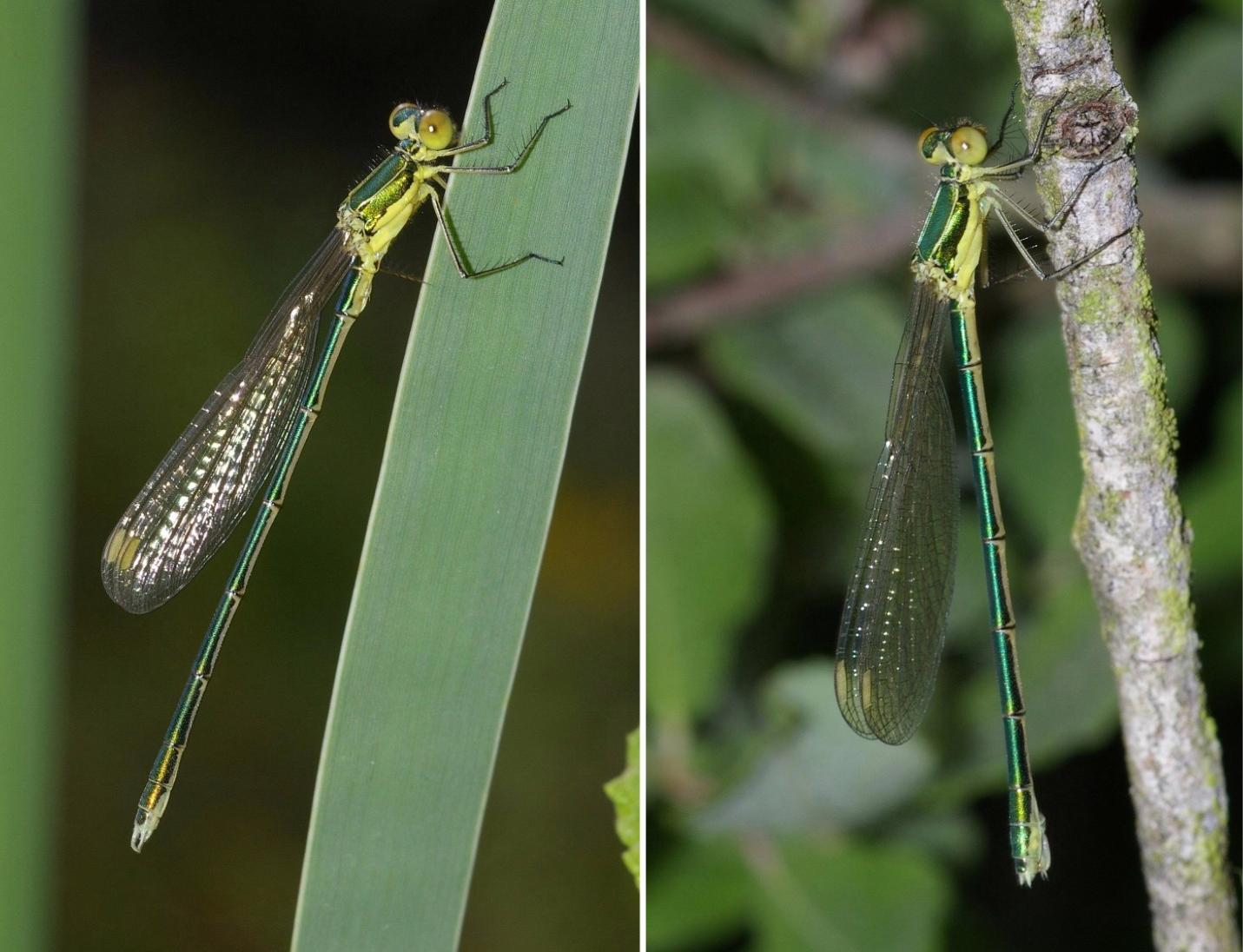
Junges Männchen (lks.) und junges Weibchen (re.), beide unausgefärbt

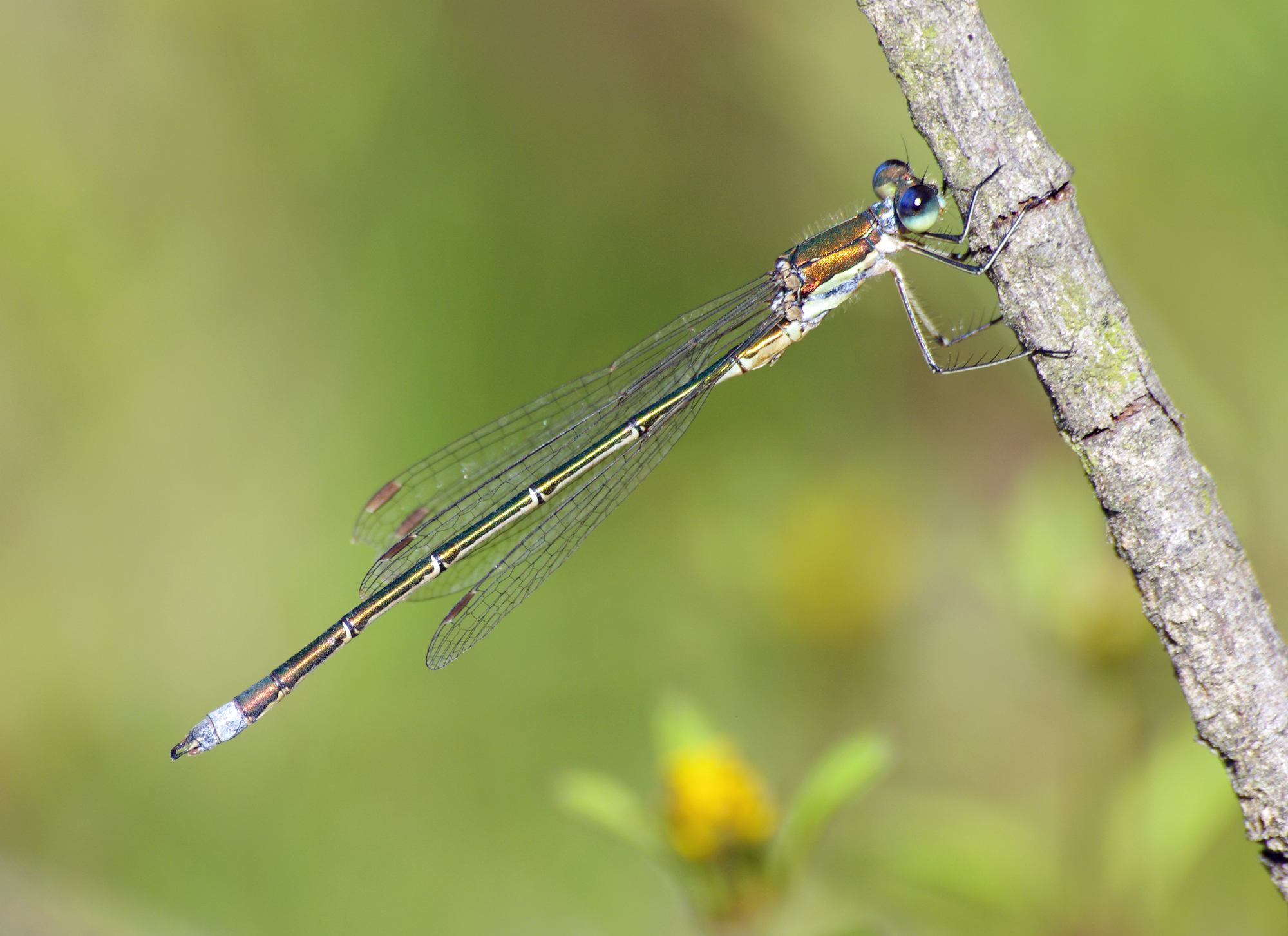
Männchen; beachte auch die braunen, hell begrenzten Flügelmale und die helle Färbung des unteren Hinterkopfes

Die Kleine Binsenjungfer (Lestes virens) ist eine Libelle der Gattung der Binsenjungfern (Lestes) und gehört zur Familie der Teichjungfern (Lestidae). In Mitteleuropa kommt nur die Unterart Lestes virens vestalis Rambur, 1842, vor, zwei weitere Unterarten im Mittelmeerraum.

## Beschreibung
Diese zierlichen Kleinlibellen erreichen eine Flügelspannweite von 3,5 bis 4 Zentimetern. Ihr Thorax ist im unteren Teil hellblau (unausgefärbt: gelblich), oberseits metallisch-grün gefärbt. Das Abdomen ist oben grünlich bis schwarz-grün. Die bläuliche Wachsbereifung von Hinterleibsbasis sowie leicht verdicktem Abdomenende der Männchen ist gegenüber anderen Lestes-Arten vergleichsweise wenig ausgeprägt und kann auch ganz fehlen. Am Hinterkopf fällt eine scharfe Trennung der Färbung auf – oben ist diese dunkler, während der untere Kopfteil hell-gelblich abgesetzt ist. Die Flügelmale sind bei ausgefärbten Tieren braun und weisen an ihren schmalen Seiten hellere Abschlüsse auf.

## Ähnliche Arten
Kleine Binsenjungfern sind mit anderen Binsenjungfer-Arten (Lestes spec.) zu verwechseln, sind aber insgesamt zarter als diese gebaut. Auch die sonst ähnliche (unbereifte) Weidenjungfer ist deutlich kräftiger und weist zudem einheitlich helle Flügelmale auf. Das Pterostigma ist generell ein wichtiges Unterscheidungsmerkmal: Bei der Gemeinen und der Glänzenden Binsenjungfer ist dieses beispielsweise schwarz, bei der Südlichen Binsenjungfer zweifarbig (innen braun, außen heller).

## Vorkommen
Die Art kommt an stehenden, sonnenexponierten Gewässern mit Seggen- und Binsenbeständen, namentlich in moorigen Habitaten, stellenweise zahlreich vor. Insbesondere im Nordwestteil ihres Gesamtareals, also auch in Deutschland, scheint eine enge Bindung an oligo- bis mesotrophe, oft etwas saure Gewässer (z. B. Heideweiher) zu bestehen. Die Flugzeit reicht in Mitteleuropa von Juni/Juli bis in den Oktober; somit ist die Kleine Binsenjungfer die späteste Art des Jahres innerhalb ihrer Gattung. In Deutschland kommt die Kleine Binsenjungfer nur zerstreut vor und galt früher als stark gefährdet (aktuell/Rote Liste 2015: nicht gefährdet). Das Gesamtverbreitungsgebiet erstreckt sich über große Bereiche Europas; in Skandinavien und auf den Britischen Inseln fehlt diese Spezies aber weitgehend.

## Lebensweise
Das Verhalten der Kleinen Binsenjungfern ist dem der anderen Binsenjungfern sehr ähnlich. Man findet die Imagines meistens an Grashalmen in einer Höhe zwischen 50 und 80 Zentimetern sitzend und sich sonnen. Dort vollzieht sich auch die Kopulation im Paarungsrad. Die ca. 1,4 mm langen Eier werden in aus dem Wasser ragende, senkrechte Pflanzenstängel, beispielsweise von Binsen und Sumpfbinsen, gestochen. Dabei klettern die Tiere aber nicht unter die Wasseroberfläche. Nachdem die Männchen die Weibchen bei der Eiablage zunächst begleitet haben, lösen sie sich im weiteren Verlauf aber von ihnen. Die Dauer der Ankopplung hängt offenbar von der Männchendichte im Habitat ab. Gegen Ende der Flugzeit im Spätherbst ertrinken zunehmend viele Exemplare auf der Wasseroberfläche.

## Larvenentwicklung
Die Larven benötigen zur Entwicklung ausgeprägte, seichte Verlandungszonen mit lockerer bis mäßig dichter Vegetation, beispielsweise aus Ried der Schnabel-Segge oder der Gewöhnlichen Sumpfbinse. Sie jagen unter anderem Wasserflöhe, Hüpferlinge, Zuckmückenlarven, Muschelkrebse und Rädertierchen. Bis zu ihrer Umwandlung zur Imago benötigen sie je nach Wassertemperatur zwei bis drei Monate.